# Ippei Watanabe (natation)
Pour les articles homonymes, voir Ippei Watanabe.
Ippei Watanabe (en japonais, 渡辺 一平 Watanabe Ippei), né le 18 mars 1997 à Tsukumi, est un nageur japonais, spécialiste de la brasse.
En 2016, lors des Jeux de Rio, Watanabe bat le record olympique du 200 m brasse, en 2 min 7 s 22 lors de la demi-finale, mais en finale il ne termine que 6e.
Lors de la Kosuke Kitajima Cup 2017 à Tokyo, il bat le record du monde de la même épreuve dans le temps de 2 min 6 s 67. Il devient ainsi le premier nageur à descendre sous les 2 min 7 s, en battant le précédent record de Akihiro Yamaguchi de 2 min 7 s 01 en 2012.

## Palmarès

### Jeux olympiques
| Discipline / Année | Rio 2016        |
| 200 m brasse       | 6e 2 min 7 s 87 |

### Championnats du monde
| Discipline / Année | Budapest 2017       | Gwangju 2019        | Singapour 2025      |
| 200 m brasse       | Bronze 2 min 7 s 47 | Bronze 2 min 6 s 73 | Argent 2 min 7 s 70 |